# (1980) Tezcatlipoca
(1980) Tezcatlipoca es un asteroide perteneciente a los asteroides Amor, descubierto por los astrónomos Albert George Wilson y Åke Anders Edvard Wallenquist (estadounidense y sueco respectivamente) el 19 de junio de 1950 desde el observatorio del Monte Palomar, San Diego, Estados Unidos.

## Designación y nombre
Tezcatlipoca recibió inicialmente la designación de 1950 LA. Más adelante se nombró por Tezcatlipoca (en náhuatl, Espejo negro que humea), un dios de la mitología mexica.

## Características orbitales
Está situado a una distancia media de 1,709 ua del Sol, pudiendo alejarse hasta 2,333 ua y acercarse hasta 1,086 ua. Tiene una excentricidad de 0,3649 y una inclinación orbital de 26,86°. Emplea en completar una órbita alrededor del Sol 816,4 días. Su distancia mínima orbital respecto a la Tierra es inferior a 0,25 ua.

## Características físicas
La magnitud absoluta de Tezcatlipoca es 13,92. Tiene un diámetro de 4,3 km y un periodo de rotación de 7,246 horas. Su albedo se estima en 0,25. Siendo relativamente brillante, está considerado un asteroide tipo S.